# Plac Wolności w Katowicach
Plac Wolności w Katowicach – plac miejski w Katowicach, usytuowany w zachodniej części dzielnicy Śródmieście. 
Rozchodzą się z niego promieniście ulice: 3 Maja biegnąca w kierunku Rynku, Sokolska prowadząca w stronę Koszutki, Gliwicka biegnąca w stronę Załęża i dalej – Chorzowa, oraz krótkie ulice J. Matejki i Sądowa. Plac pełni funkcje rekreacyjne, stanowi punkt wyjściowy manifestacji, jest także ważnym węzłem komunikacyjnym, zarówno dla autobusów, jak i tramwajów.

## Charakterystyka

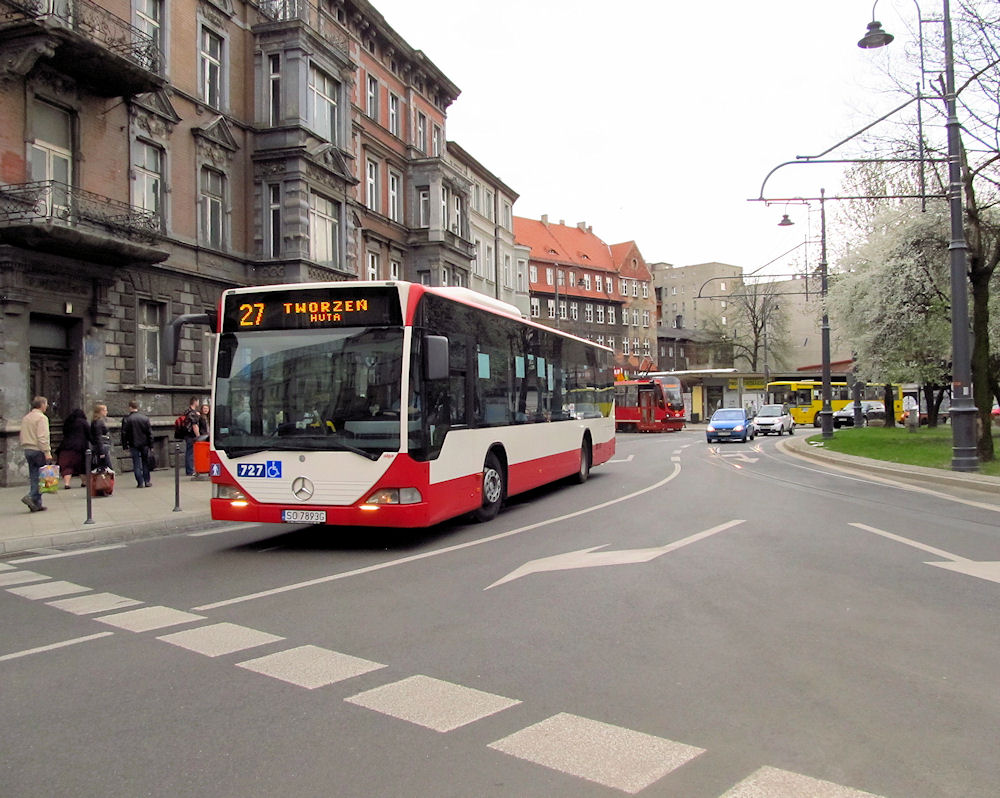
Autobus spółki PKM Sosnowiec na placu Wolności; w tle Moderus Alfa

Plac Wolności jest klasyfikowany jako droga powiatowa nr 6550S o klasie drogi zbiorczej (Z). Jest ona w administracji Miejskiego Zarządu Ulic i Mostów w Katowicach. W systemie TERYT widnieje pod numerem 16414, natomiast kod pocztowy dla adresów wzdłuż niego to 40-078. 
Plac ma kształt sześcioboku – boki północny i południowy liczą około 100 m szerokości, a po dwa boki zachodnie i wschodnie około 70 m. Pośrodku niego znajduje się obszar zieleni urządzonej. Jezdnia placu ma kształt zbliżony do ronda, wzdłuż którego biegnie także linia tramwajowa. 
Placem prócz tramwajów kursują autobusy na zlecenie ZTM. Po jej północnej stronie znajduje się przystanek autobusowy Katowice Plac Wolności, a na wlocie z ulicy 3 Maja tramwajowy o tej samej nazwie. Dodatkowo przystanek znajduje się na ulicy Gliwickiej tuż przy skrzyżowaniu z placem Wolności – Katowice Sobieskiego.
Na placu Wolności siedzibę mają m.in.: Sąd Rejonowy Katowice-Zachód w Katowicach, Urząd Stanu Cywilnego w Katowicach, Izba Rzemieślnicza oraz Małej i Średniej Przedsiębiorczości w Katowicach, a także kluby muzyczne i puby czy placówki opieki zdrowotnej.

## Historia

### Rys historyczny

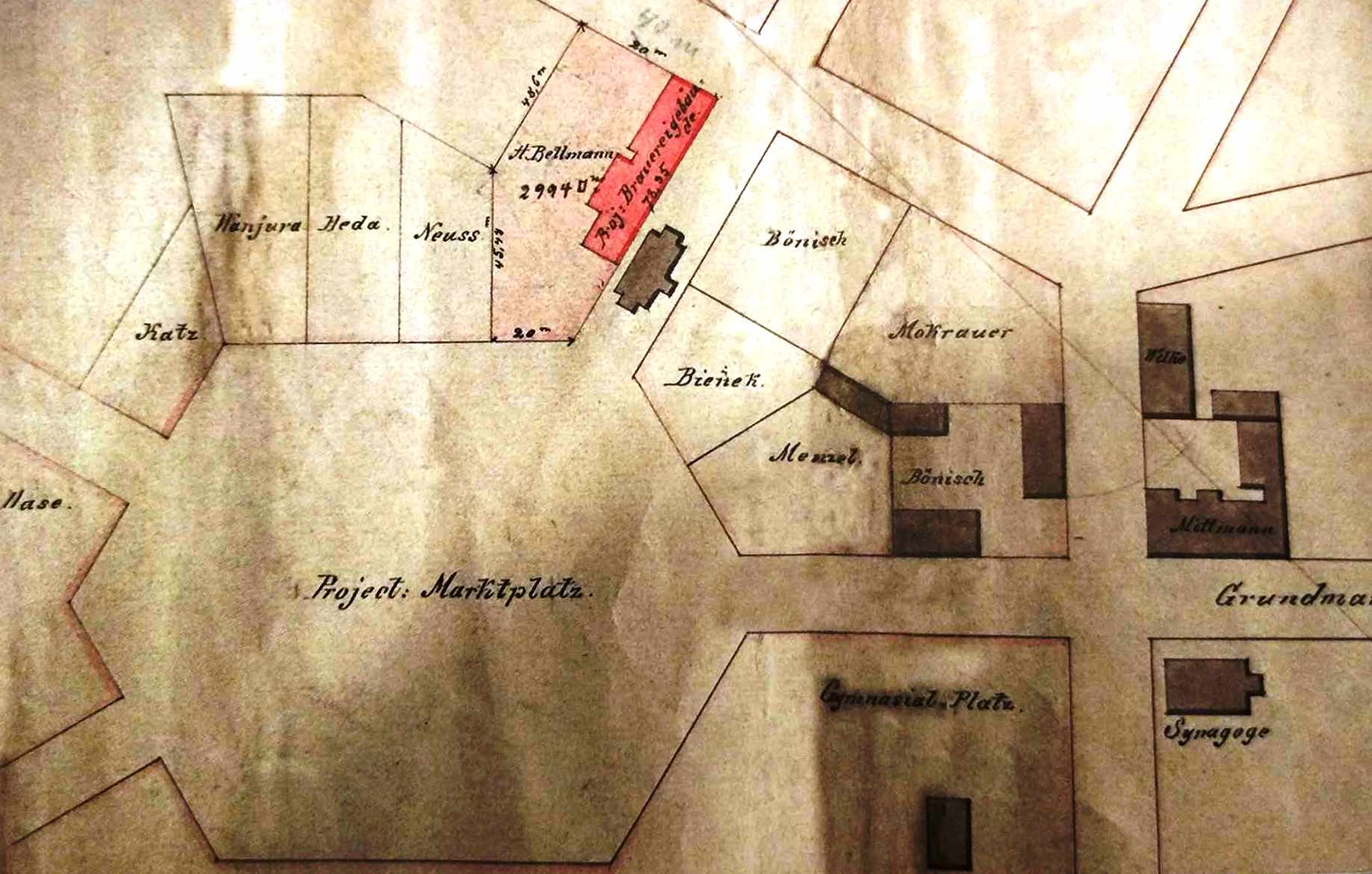
Fragment planu Katowic z 1872 roku; widoczna projektowana wówczas zabudowa i parcelacja wokół placu (oznaczonego na planie jako Marktplatz) oraz oznaczenie lokalizacji tymczasowego kościoła przy wylocie późniejszej ulicy Sokolskiej

Plac Wolności jest jednym z najstarszych obszarów w mieście. Został wytyczony na bazie opracowanego w 1856 roku planu rozwoju przestrzennego Katowic autorstwa Heinricha Moritza Augusta Nottebohma. Był on początkowo niezagospodarowany i nie miał nazwy. Sytuowany był na głównej osi miejskiej, wyznaczanej współcześnie przez ulicę 3 Maja, Rynek i ulicę Warszawską. Plac zachował wytyczony wtedy plan sześcioboku. Znajdował się wówczas zbudowany w 1860 roku pierwszy kościół katolicki w Katowicach, który po poświęceniu kościoła Mariackiego został zakupiony przez starokatolików. W 1874 roku, kiedy rozpoczęto prace nad zagospodarowaniem późniejszego placu Wolności, kościół został przeniesiony na późniejszą ulicę Sokolską. Regulację placu ukończono w 1876 roku – posadzono wówczas drzewa i krzewy, a także założono trawniki. 
Przy torach kolejowych istniał w tym czasie wielki skład drewna firmy „Bracia Goldstein”. W latach 70. XIX wieku jego właściciele wybudowali tu swą miejską siedzibę – zwaną później pałacem Goldsteinów. W 1882 roku, budując w sąsiedztwie budynek z ogrodem, przy placu ulokował swą siedzibę przeniesiony z Królewskiej Huty Górnośląski Związek Przemysłowców Górniczo-Hutniczych (niem. Oberschlesischer Berg- und Hüttenmännischer Verein).

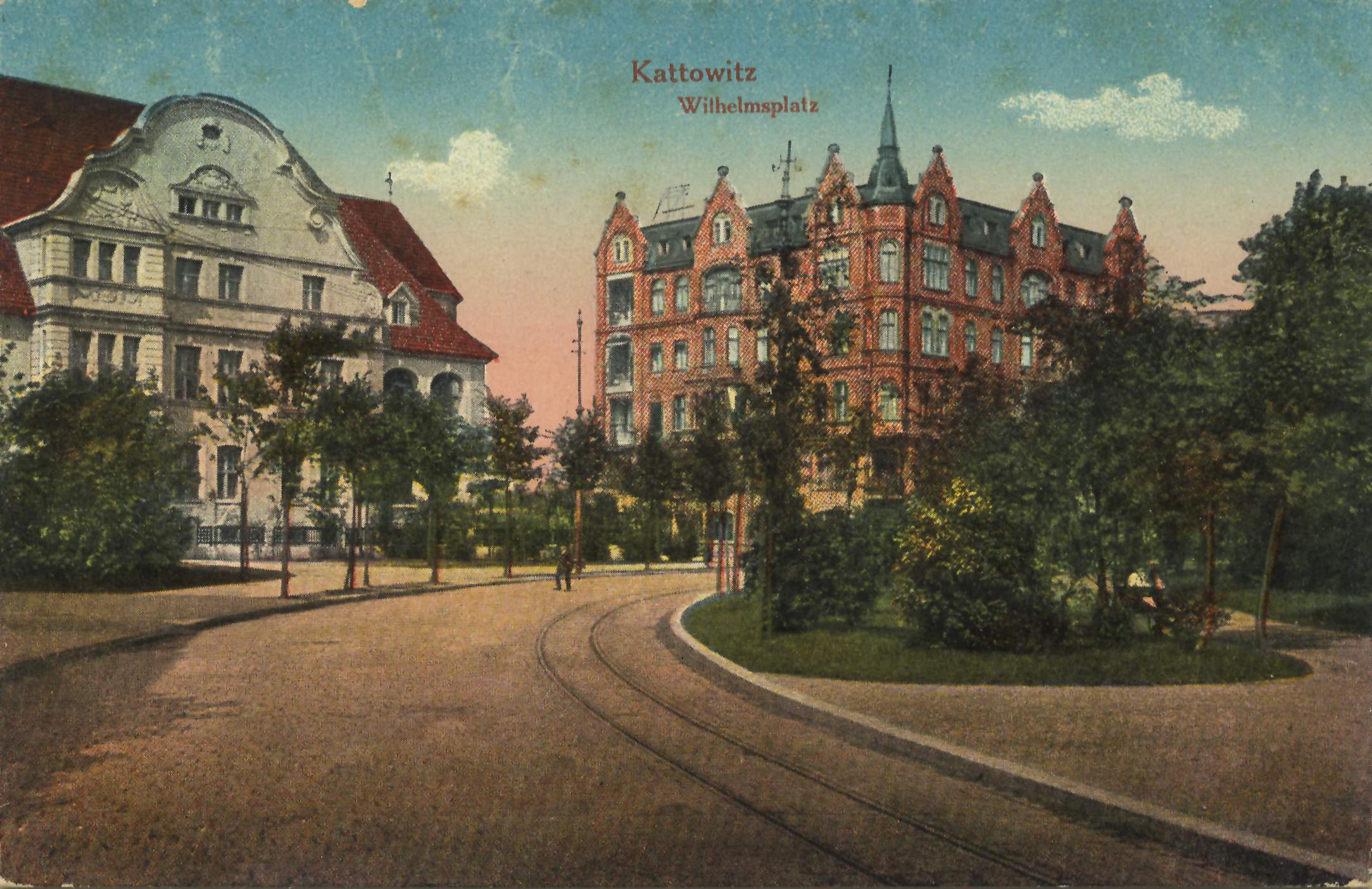
Plac Wolności przedstawiony na pocztówce wydanej w 1917 roku

Dokładna data nadania nazwy Wilhelmsplatz dla obecnego placu Wolności nie jest znana, lecz budynki przy nim już od lat 70. XIX wieku miały ten adres. Nazwa ta funkcjonowała do 1922 roku i w latach 1939–1941, natomiast w latach 1941–1945 Adolf-Hitler-Platz.  
Około 1893 roku plac był już zabudowany od strony północnej. W tym okresie pod nr. 3 istniał kompleks budynków z browarem pochodzącego z Poznania Juliusa Kuźnickiego. W narożnym budynku mieściła się piwiarnia i restauracja. W latach 90. XIX wieku powstały kamienice pod nr. 1 i 2 – drugą z nich wykupił w latach międzywojennych Powszechny Zakład Ubezpieczeń Wzajemnych. W 1907 roku pod nr. 10 wzniesiono willę dla Dyrekcji Pruskiej Kolei – w latach międzywojennych gmach Sądu Apelacyjnego, a po 1945 roku Sądu Rejonowego. 
W dwudziestoleciu międzywojennym pod numerem 3 funkcjonował lokal gastronomiczny „Sala Powstańców” z pomieszczeniem przeznaczonym na różne uroczystości i zebrania. Po II wojnie światowej, w latach 1948–1990 w kamienicy pod nr. 9 działała główna siedziba Miejskiej Biblioteki Publicznej w Katowicach, a pod nr. 2 Prezydium Dzielnicowej Rady Narodowej Śródmieście-Załęże.

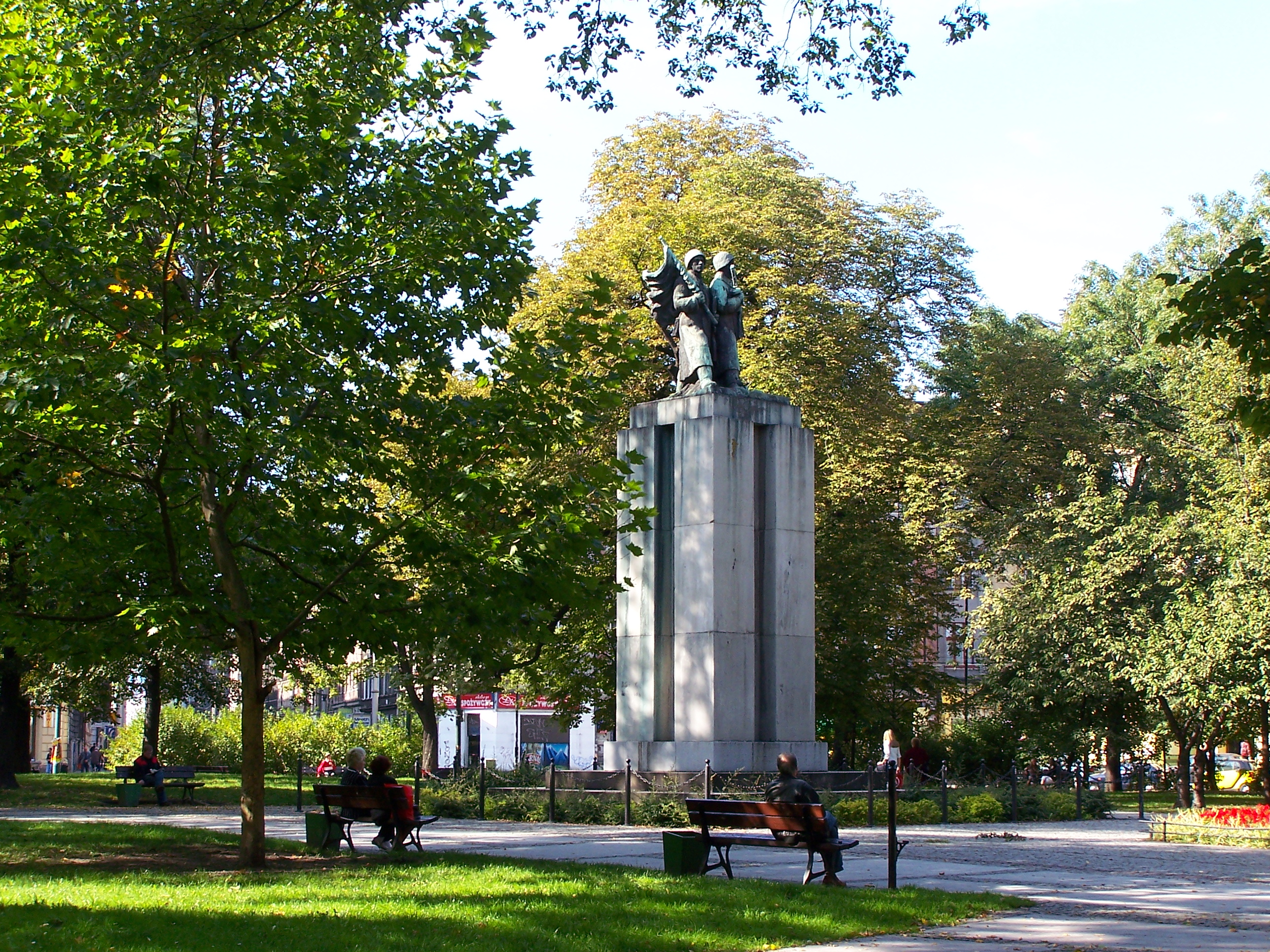
Plac Wolności ze znajdującym się wówczas na nim pomnikiem Żołnierzy Radzieckich w 2007 roku

W 2000 roku wybudowano fontannę (wodotrysk z dominantą w formie układu tafli szklanych o powierzchni 35,6 m²). Obrzeże fontanny wykonano z jasnoszarych płyt granitowych. W 2005 roku w plebiscycie zorganizowanym dla mieszkańców miasta wybrano dla fontanny nazwę Akwarium. Nagrody dla zwycięzców plebiscytu wręczano obok fontanny na placu Wolności w dniu 17 września 2005 roku. 30 września 2009 roku na budynku pod nr. 7 odsłonięto pamiątkowa tablicę ku czci Kurta Schwaena – kompozytora urodzonego w Katowicach. W latach 2013–2014 nawierzchnia placu została gruntowanie zmodernizowana.

### Pomniki
Początkowo w centrum placu znajdował się odsłonięty 18 października 1898 pomnik dwóch niemieckich cesarzy (niem. Zweikaiserdenkmal): Wilhelma I i Fryderyka III. Jego autorem był Felix Görling. 13 grudnia 1920 roku nad ranem został on wysadzony przez nieznanych sprawców.
Po utworzeniu województwa śląskiego zbudowano tu pomnik-grób Nieznanego Powstańca Śląskiego. Odsłaniał go 17 czerwca 1923 roku prezydent Polski Stanisław Wojciechowski. Tablicę na pomniku wykonał rzeźbiarz Tadeusz Błotnicki. W 1927 roku powstał komitet budowy nowego monumentu, zawiązany z inicjatywy Związku Powstańców Śląskich. 
Po II wojnie światowej wybudowano tutaj nowy pomnik – żołnierzy Armii Czerwonej projektu Pawła Stellera (w 1945 roku), zastąpiony pod koniec lat 40. XX wieku pomnikiem wykonanym przez rzeźbiarza Stanisława Marcinowa. Został on zdemontowany 14 maja 2014 roku i po renowacji w Gliwickich Zakładach Urządzeń Technicznych przeniesiony na cmentarz żołnierzy sowieckich na teren katowickiego parku T. Kościuszki.

## Obiekty zabytkowe i historyczne

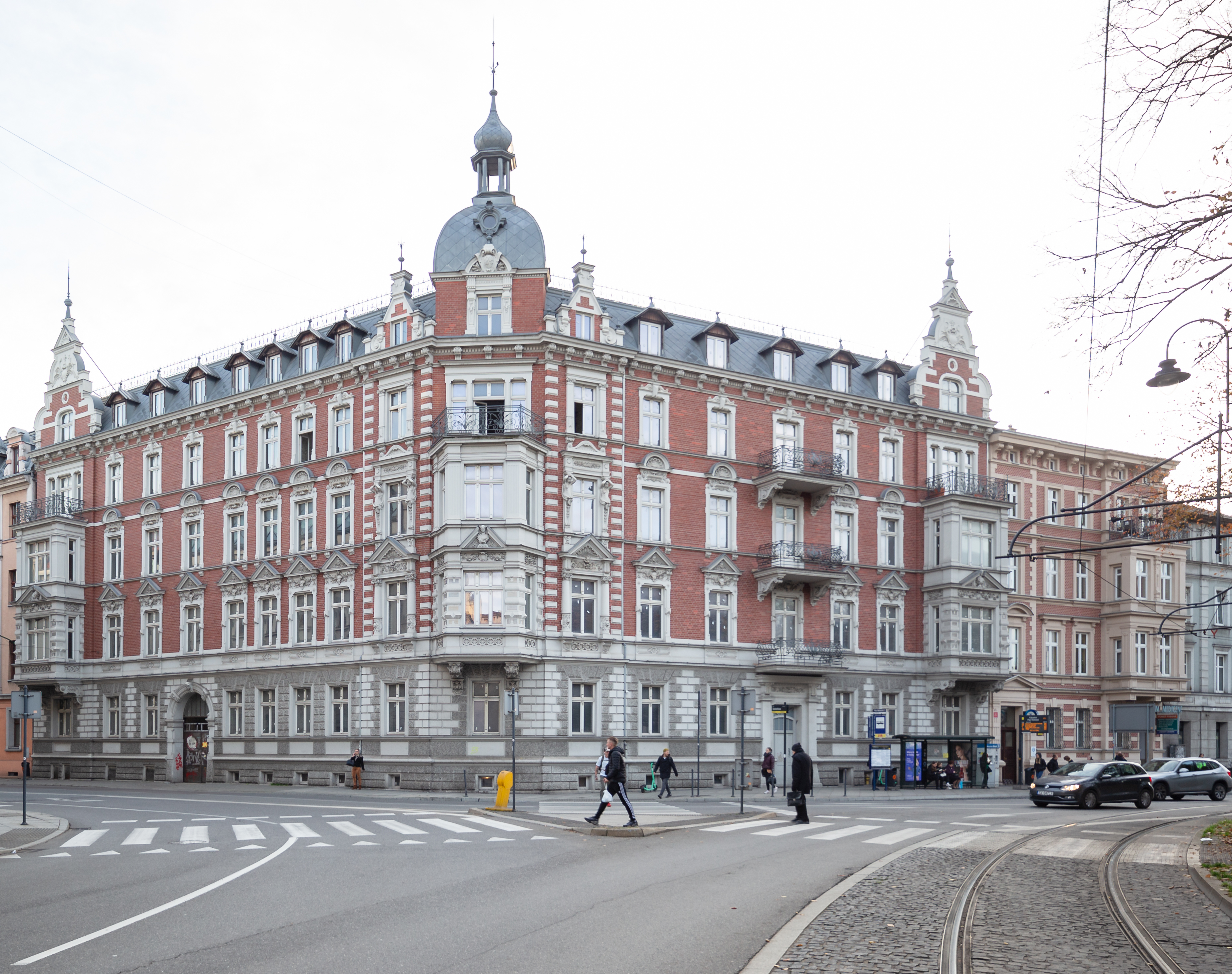
Kamienice pod nr. 2 i 1 (2023)

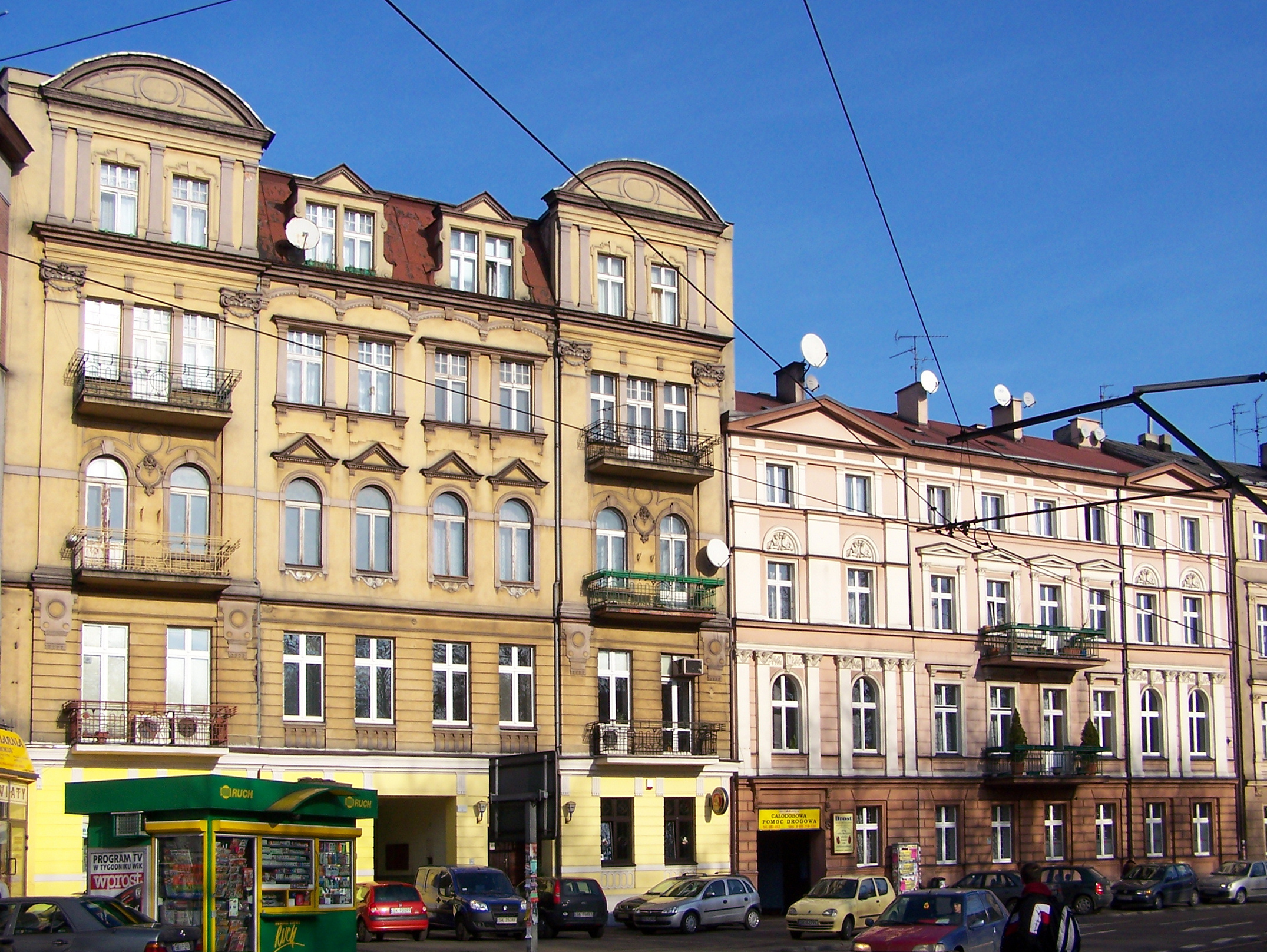
Kamienice pod nr. 6 i 5 (2023)

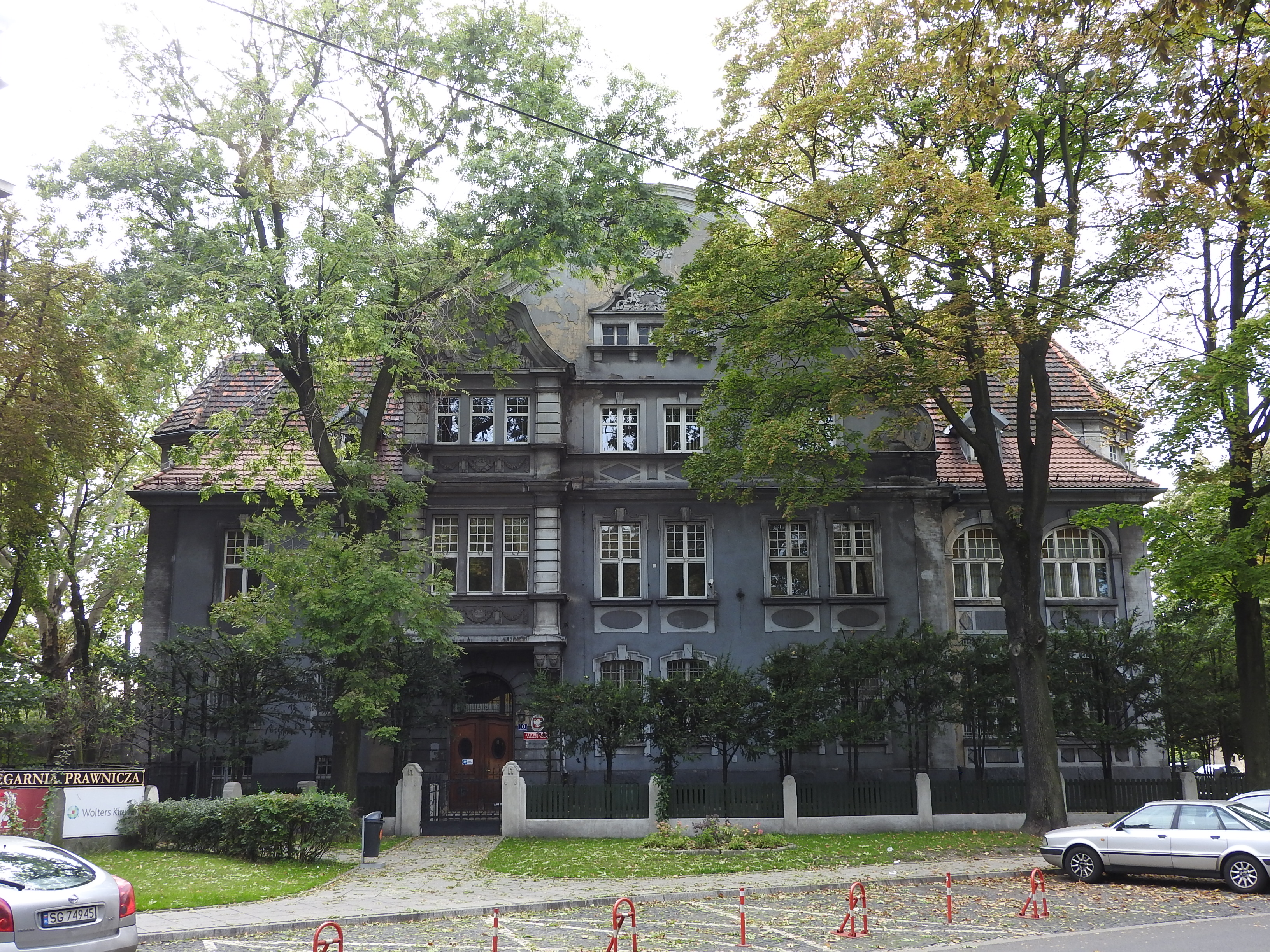
Willa ogrodowa pod nr. 10 (2019)

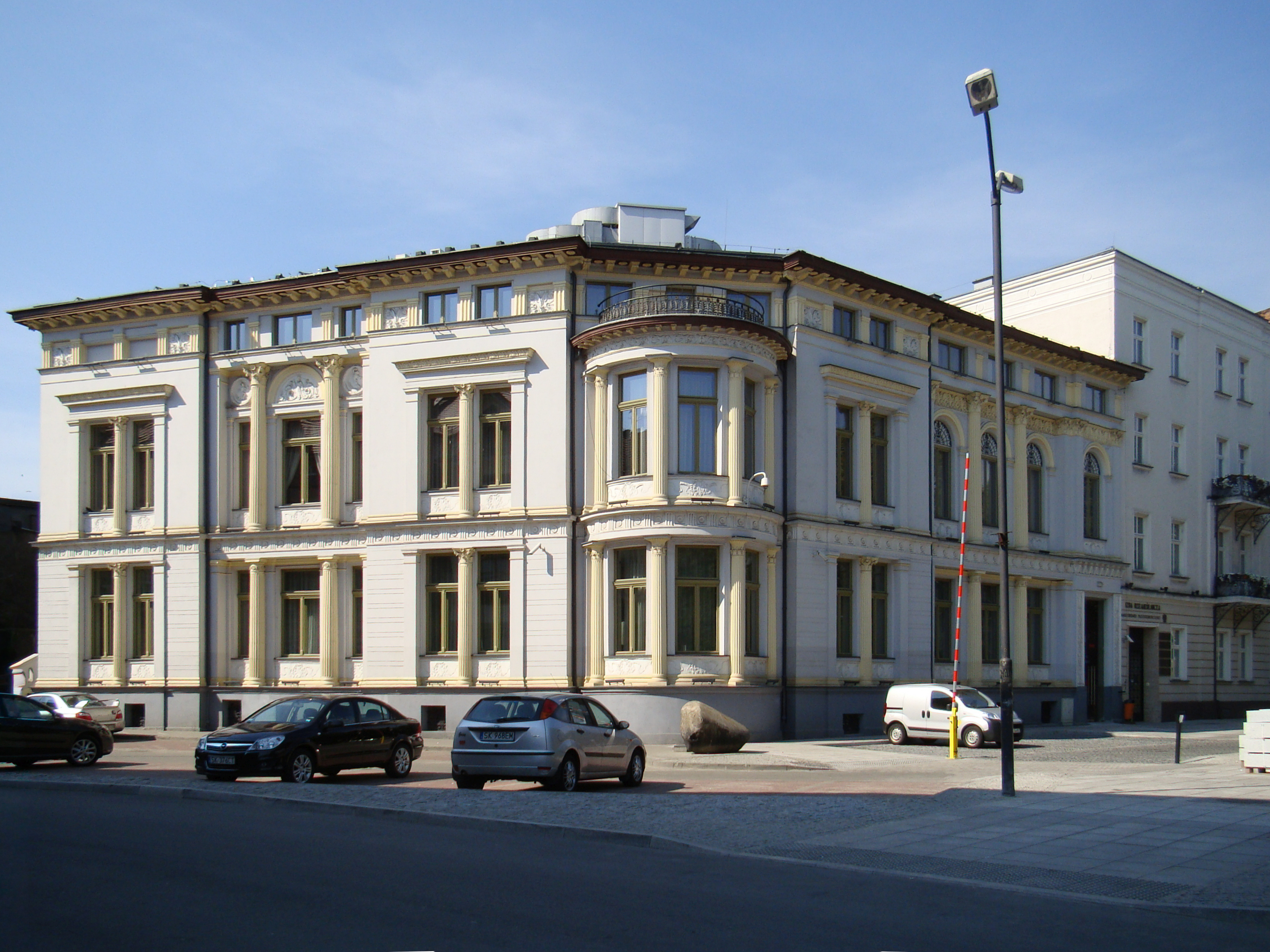
Pałac Goldsteinów (2014)

- Kamienica (pl. Wolności 1) – pochodząca z przełomu XIX i XX wieku, eklektyczna z elementami neoklasycyzmu; wpisana do rejestru zabytków 14 września 1990 roku (nr rej.: A/1410/90[30]), granice ochrony obejmują cały budynek[31][32],
- Kamienica (pl. Wolności 2, ul. Sokolska 1) – narożna, wzniesiona około 1894 roku według projektu Louisa Damego w stylu eklektyzmu; wpisana do rejestru zabytków 30 grudnia 1991 roku (nr rej.: A/1454/91)[30], granice ochrony obejmują cały budynek[31][32]; w dwudziestoleciu międzywojennym funkcjonowała tu agentura towarzystwa ubezpieczeniowego Alliance Assurance Co. Ltd. Londyn[33],
- Kamienica mieszkalna (pl. Wolności 3)[34] – z lat 80. XIX wieku, będąca początkowo częścią kompleksu browarnego[35],
- Kamienica oraz budynek d. fabryki słodyczy (pl. Wolności 4)[34] – z drugiej połowy XIX wieku; na tyłach początkowo funkcjonowały hale produkcyjne i magazyny[10],
- Kamienica (pl. Wolności 5) – wzniesiona w 1907 roku w stylu neoklasycystycznym; wpisana do rejestru zabytków 14 września 1990 roku (nr rej.: A/1411/90)[30], granice ochrony obejmują cały budynek[31][32],
- Kamienica (pl. Wolności 6) – wzniesiona w 1896 roku w stylu eklektycznym z elementami neorenesansu i secesji; wpisana do rejestru zabytków 14 września 1990 roku (nr rej.: A/1412/90)[30], granice ochrony obejmują cały budynek[31][32],
- Kamienica mieszkalna (pl. Wolności 7, róg z ul. Gliwicką) – narożna[34],
- Kamienica (pl. Wolności 8, róg z ul. Gliwicką) – narożna, wzniesiona pod koniec XIX wieku, w stylu uproszczonego baroku; wpisana do rejestru zabytków 14 września 1990 roku (nr rej.: A/1587/25[36])[30], granice ochrony obejmują cały budynek[31][32],
- Kamienica (pl. Wolności 9, ul. Sądowa 2-2a) – narożna, wzniesiona w 1901 roku według projektu Ludwika Goldsteina w stylu eklektyzmu; wpisana do rejestru zabytków 11 sierpnia 1992 roku (nr rej.: A/1489/92[32]; obecnie A/1224/23[30]), granice ochrony obejmują cały budynek[31][32],
- Willa ogrodowa (pl. Wolności 10) – wzniesiona w latach 1907–1909, według projektu Ludwika Goldsteina z 1907 roku w stylu eklektyzmu; wpisana do rejestru zabytków 30 grudnia 1991 roku (nr rej.: A/1455/91, A/637/2020)[30], granice ochrony obejmują cały budynek wraz z najbliższym otoczeniem w ramach działek; w latach 1929–1932 willę przebudowała firma budowlana Brunona Iwańskiego[31][32]; w dwudziestoleciu międzywojennym funkcjonował tu Sąd Apelacyjny i Prokuratura Sądu Apelacyjnego[37]; obecnie mieści się tu siedziba Sądu Rejonowego Katowice-Zachód[10],
- Kamienica (pl. Wolności 10a) – wzniesiona w latach 1911–1912 w stylu modernizmu; wpisana do rejestru zabytków 11 sierpnia 1992 roku (nr rej.: A/1490/92)[30], granice ochrony obejmują cały budynek[31][32],
- Budynek mieszkalny (pl. Wolności 11) – wzniesiony w latach 1903–1904 według projektu podpisanego przez Georga Schalscha w stylu secesyjnym z elementami neogotyku; wpisany do rejestru zabytków 11 sierpnia 1992 roku (nr rej.: A/1491/92)[30], granice ochrony obejmują cały budynek[38][32]; w dwudziestoleciu międzywojennym pod numerem 11 swoją siedzibę miał konsulat hiszpański[39],
- Budynek mieszkalny (pl. Wolności 12) – wzniesiony w latach 1874–1876 według projektu podpisanego przez mistrza murarskiego M. Goldsteina w stylu modernistycznym; wpisany do rejestru zabytków 11 sierpnia 1992 roku (nr rej.: A/1492/92; obecnie nr rej. A/1040/22)[30], granice ochrony obejmują cały budynek; w 1900 roku obiekt podwyższono o jedną kondygnację[38][32]; jest siedzibą Izby Rzemieślniczej oraz małej i Średniej Przedsiębiorczości powstałej w 1922 roku[10],
- Pałac Goldsteinów (pl. Wolności 12a) – ukończony w 1875 roku w stylu neoklasycyzmu[40]; jest to obiekt murowany i tynkowany; wpisany do rejestru zabytków 3 grudnia 1983 roku (nr rej.: A/1315/83)[30], granice ochrony obejmują całą działkę[38][32]; w pałacu przed II wojną światową mieściła się Izba Przemysłowo-Handlowa, następnie bank; w latach 1952–1990 miało tu swoją siedzibę Towarzystwo Przyjaźni Polsko-Radzieckiej oraz kino „Przyjaźń”; w latach 70. XX wieku w podziemiach pałacu istniał teatr awangardowy „12a”[41], a ponadto działała agenda studenckiego klubu „Puls” i dyskusyjny klub filmowy „Kino-oko”[42], którego seanse odbywały się w czwartkowe wieczory w kinie „Przyjaźń”[43] aż do początku lat 90. XX wieku, kiedy to klub przeniósł się do siedziby Muzeum Historii Katowic; do pałacu Goldsteinów została przeniesiona siedziba katowickiego Urzędu Stanu Cywilnego; właścicielem zabytku jest miasto Katowice[44].

## Plac w literaturze
Plac jest wspomniany w powieści Wilhelma Szewczyka „Ptaki ptakom”, opowiadającej o pierwszych dniach września 1939 w mieście, oraz w powieści Aleksandra Baumgardtena „Spotkanie z jutrem”, opowiadającej o przybyłych w 1945 do Katowic lwowiakach-repatriantach. Opis placu na wiosnę 1946:

Pewnego dnia o świcie wracał Roman do domu z jakiejś wyjątkowo przykrej nocnej próby słuchowiska. Zamyślony przysiadł na jednej z ławek rozstawionych dokoła skweru przy Placu Wolności. Był wczesny świt. Bure katowickie niebo przeglądało się w oknach wyższych pięter kamienic otaczających plac. Roman błądził zamyślonym wzrokiem po tych piętrach, wdychając coraz głębiej cierpki zapach ziemi. I wtedy właśnie, opuszczając oczy, dostrzegł wątłą smugę seledynu, nakładającą się na szarą perspektywę ulicy 3-go Maja. Zerwał się z ławki i przetarł oczy. Smuga nie ustępowała. Grajnert spojrzał baczniej i dopiero teraz zrozumiał. Oto wątlutkie krzewy, obszywające kasztany przy skwerze pokryły się, widocznie tej nocy, ledwie dostrzegalnym tchnieniem zieleni. Roman pamiętał doskonale, że jeszcze zeszłego ranka stały bure i kostropate. A teraz...